# Rogers Centre
O Rogers Centre  é um estádio de esportes localizado no centro da cidade de Toronto, província canadense de Ontário. O Rogers Centre está situado próximo à Torre CN e ao Lago Ontário, próximo ao litoral e do centro financeiro da cidade.
O principal destaque do estádio é seu teto totalmente retrátil. O Rogers Centre pode abrigar até 53 mil espectadores num jogo de futebol canadense, 48 mil espectadores em um jogo de baseball e entre 10 a 55 mil espectadores em concertos e shows.
O estádio é a casa do Toronto Blue Jays, o time de baseball da cidade, e do Toronto Argonauts o time de futebol canadense da cidade. Em 2008, o time norte-americano de futebol americano, Buffalo Bills, da cidade de Buffalo no estado de Nova Iorque (vizinho à Toronto), adquiriu o direito de mandar uma partida por temporada no estádio por cinco anos.

## História
Como SkyDome, ainda utilizado pelos habitantes da cidade, foi iniciado sua construção em 3 de outubro de 1986 e foi inaugurado em 1 de junho de 1989.
O estádio foi comprado pela Rogers Communications, uma empresa canadense, em 2004. Em 2 de fevereiro de 2005, a Rogers Communications decidiu mudar o nome do estádio para Rogers Centre, embora o antigo nome, Sky Dome, continue sendo muito usado pelos habitantes da cidade. Muitos deles, inclusive, opuseram-se à mudança.

## Eventos
- Em 1997, o estádio foi palco do chamado Desafio dos Campeões, que teve como atração principal a famosa corrida de 150m entre os campeões olímpicos Donovan Bailey e Michael Johnson.[1]
- No dia 17 de março de 2002, recebeu o WrestleMania X8, da WWE, com um público de 68.237 pessoas.
- No dia 19 de novembro de 2013, a Seleção Brasileira de Futebol enfrentou a Seleção Chilena neste estádio em caráter amistoso, vencendo a partida por 2x1.
- Em 2015, o Rogers Centre foi o palco das cerimônias de abertura e encerramento dos Jogos Pan-Americanos de 2015, que foram disputados na cidade de Toronto.
- Em 2024, o Rogers Centre foi o usado 6 vezes para apresentações da turnê da norte-americana, Taylor Swift, a The Eras Tour.
- Em 2025, recebeu o PLE Elimination Chamber da WWE.[2]

## Galeria
- Rogers Centre na configuração para beisebol
- Rogers Centre na configuração para futebol canadense